# Tegneserie (film)
|  | Denne artikel er oprettet af botten Steenthbot ud fra en ekstern database. Den kan derfor have sproglige fejl eller mangler. Denne skabelon kan fjernes efter kontrol af indholdet. |

Tegneserie er en dansk kortfilm fra 1968 instrueret af Esben Høilund Carlsen efter eget manuskript.

## Handling
Den klassiske forfølgelse. Flugten og fortrængningens mekanik. Om identitetsløshed, rollespil og fremmedgørelse, som man siger.

## Medvirkende
- John Wittig
- Holger Juul Hansen
- Ulla Lock
- Edward Fleming